# James Outram
James Outram, född 29 januari 1803 på Butterley Hall nära Ripley, Derbyshire, död 11 mars 1863 i Pau, var en brittisk militär.
Outram inträdde i indiska armén 1819, vistades sedan i Indien fram till 1869 och gjorde genom rättrådighet, humanitet och aldrig svikande självuppoffring en betydande insats i konsolideringen av det brittiska väldet i Indien. Åren 1839–1842 var Outram politisk agent i Sindh, där han 1843 efterträddes av Charles James Napier, som 1843 företog den av Outram skarpt ogillade annekteringen av Sindh. Åren 1845–1852 var han resident i Satara och Baroda och blev 1854 resident i Lucknow samt avgav den rapport över förhållandena i riket Oudh, som 1856 ledde till dettas annektering. Efter att snabbt ha slutfört fälttåget mot Persien 1857 deltog Outram i bekämpandet av Sepoyupproret och utmärkte sig särskilt vid försvaret av Lucknow 1857 och återtagandet av samma stad 1858. Han erhöll efter kriget baronetvärdighet och en årlig hederspension på 1 000 pund sterling och utnämndes till generallöjtnant.